# 今川氏家
今川 氏家（いまがわ うじいえ、？－応安2年/正平24年（1369年）以前）は、南北朝時代中期の守護大名。今川範氏の長男。駿河今川氏の歴代に数えるか否かについては議論がある。

## 経歴
弟の今川泰範が建武元年（1334年）の生まれであるため、誕生はそれ以前と考えられる。貞治4年4月30日（1365年5月21日）に父・範氏の死去を受けて、同年10月19日（同12月2日）に室町幕府将軍足利義詮が今川中務大輔（氏家）への駿河守護職補任の文書を発給している。翌年貞治5年（1366年）4月8日に、義詮は改めて氏家に駿河国の国務権限と同国の検断職を安堵している。同年10月には叔父の今川貞世（了俊）と共に武藤楽阿の月次和歌会に参加している。その後、氏家の動向は不明となり、約2年半後の応永2年（1369年）5月には弟の泰範が既に守護職を継いでいることが明らかになるため、それ以前に亡くなったのは確実であるが具体的な時期は不明である。なお、氏家の発給文書としては、唯一のものとされる「安房妙本寺文書」所収の貞治4年12月29日に興津美作入道に充てた「上野郷内大石寺の事」という表題の書状1通のみで、その文体から私信に属するものと言えるため、守護職としての発給文書が1通もないとされている。墓所は静岡県藤枝市の偏照寺にある。
『今川家略記』や『難太平記』によると、氏家の守護職相続に関して複雑な事情があったとされる。範氏の父である隠居・今川範国は範氏に先立たれると、範氏が寵愛する弟の貞世に後を継がせようとして幕府に働きかけようとした。しかし、貞世自身がこれに反対したこともあり、この計画は失敗に終わって氏家が駿河守護職を継いだという。この事実を裏付けるように、範氏の死から氏家の守護職補任まで半年間もかかっている。また、氏家に子供がいなかったため、死に臨んで貞世の息子・孫松丸を後継者に迎えようとしたが、貞世はこれも辞退して、出家していた氏家の弟の中から泰範を迎え入れたという。泰範の子孫である高家今川家が提出した資料を基に編纂された『寛政重修諸家譜』にも貞世が息子に与えられた駿河を泰範に返したことが記されており、貞世の子が実際に後継者として検討されていた可能性が高いとみられる。

## 駿河今川氏3代目についての議論
駿河今川氏の歴代当主は通説では、初代範国、2代範氏、3代泰範として数え、最後の駿河国主である今川氏真を10代目とするのが通説である（今川国氏から数える場合にはそれぞれ2代繰り下がる）。しかし、氏家が守護職と共に家督を継承したとすると、3代氏家となって泰範以降の当主の代数が1代ずつずれて氏真は11代目と言うことになる。
小和田哲男は氏家の守護としての発給文書が1通もない一方で、隠居である筈の範国の発給文書が依然として出され続けている（泰範の守護職継承後は両者並行して出されている）ことや氏家の守護職継承の経緯を指摘して、守護職の継承は必ずしも家督譲与の条件ではなく範氏の死後は範国が今川氏の家督を再度継承したからだと考えて、氏家は今川氏の歴代当主に数えることは出来ないとして泰範を駿河今川氏の3代目当主とする通説は正しいとする。
これに対し、大石泰史は将軍である足利義詮が駿河守護職を任じたのは氏家を駿河今川氏の家督継承者として認定したからであり、この時点で氏家が駿河今川氏の家督を継承したのは明らかであるとして、駿河今川氏の3代目は氏家が正しいとしている。